# Derfflinger-osztály
A Derfflinger és testvérhajói, a Lützow és a Hindenburg voltak koruk legjobban sikerült hadihajói. A Derrflinger és a Lützow építése 1912-ben, míg a Hindenburgé 1913-ban kezdődött. Ezek a hajók a korábbi Seydlitz továbbfejlesztéseként készültek, már az összes lövegtornyukat a hajók középvonalán helyezték el, síkfedélzetű kialakításuk és teljesítményük a második világháború csatahajóit idézi. A II. világháborús Bismarck és Tirpitz csatahajó terveit a Derfflinger-osztályból kiindulva készítették el.
A német csatacirkálókon előttük csak 28 cm-es ágyúkat használtak, a Derfflinger-osztály fő fegyverzetét azonban már a nagyobb 30,5 cm-es lövegek alkották. Gépeik 72-75 000 LE teljesítményt adtak le, ez több mint 26 csomós sebességre volt elég. Páncélzatban sem fukarkodtak a német mérnökök, a vízvonalnál több mint 300 mm-es KC páncéllemezek oltalmazták őket az ellenséges gránátoktól, miként a hajók többi része is megfelelő védelemben részesült. 210 m-es hosszukkal és 31 220 tonnás vízkiszorításukkal a Császári Haditengerészet legnagyobb és legütőképesebb hajói voltak.

## Derfflinger
A Derfflinger az első világháború kitörésének előestéjén állt szolgálatba, részt vett Hartlepool bombázásában, jelen volt a doggerbanki és a skagerraki csatában, mint Hipper tengernagy I. felderítőcsoportjának egyik hajója (a Moltke, a Von der Tann, a Seydlitz és a Blücher társaként). Skagerraknál 21 találatot kapott, 3000 tonna víz ömlött a hajótestbe, de a hajó még elérte Wilhelmshaven kikötőjét, majd Kielben kijavították.

## Lützow
A Lützow csak 1915 közepén állt szolgálatba, Hipper tengernagy ekkor leváltotta korábbi zászlóshajóját, a Seydlitzet, és átköltözött a Lützowra. A skagerraki csatában ütközött meg először az ellenséggel a Lützow: megrongálta a Lion, a Princess Royal és a Tiger brit csatacirkálókat, valamint a Barham csatahajót. A csata közben 24 találat érte, 7500 tonna víz tört be a hajótestbe és az erős hullámzás és az ellenség várható felbukkanása miatt nem tudták biztonságban hazavontatni, ezért egy német romboló süllyesztette el egy torpedóval.

## Hindenburg
A testvérhajóinál 2,5 méterrel hosszabb Hindenburg csak 1917-ben állt szolgálatba, harccselekményben nem vett részt, 1919. június 21-én a Derfflingerrel együtt elsüllyesztette a saját legénysége Scapa Flow-ban. A Derfflinger felfordult roncsát a 30-as években kiemelték és lebontották, a Hindenburg viszont egyenletesen süllyedt el és a felépítménye a víz felett maradt. A hajót kiemelése után a brit haditengerészet szakemberei tüzetesen átvizsgálták, majd lebontották.